# Goseriede

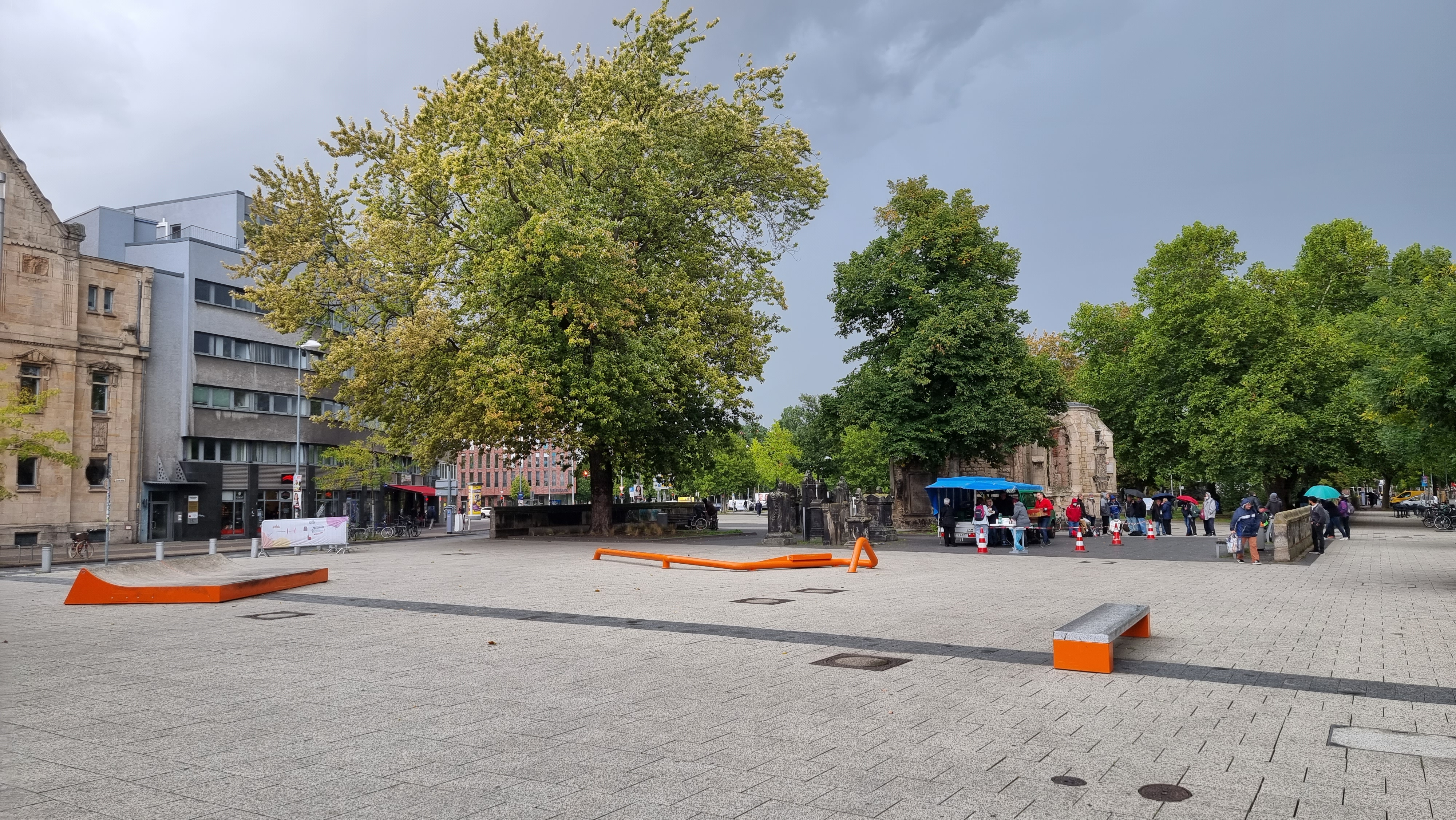
Goseriede-Platz

Die Goseriede (auch: Goseriede-Platz) in Hannover ist sowohl ein öffentlicher Platz als auch eine Innerortsstraße im heutigen Stadtteil Mitte, die von der Straße Lange Laube bis zur Straße Am Klagesmarkt führt.

## Geschichte

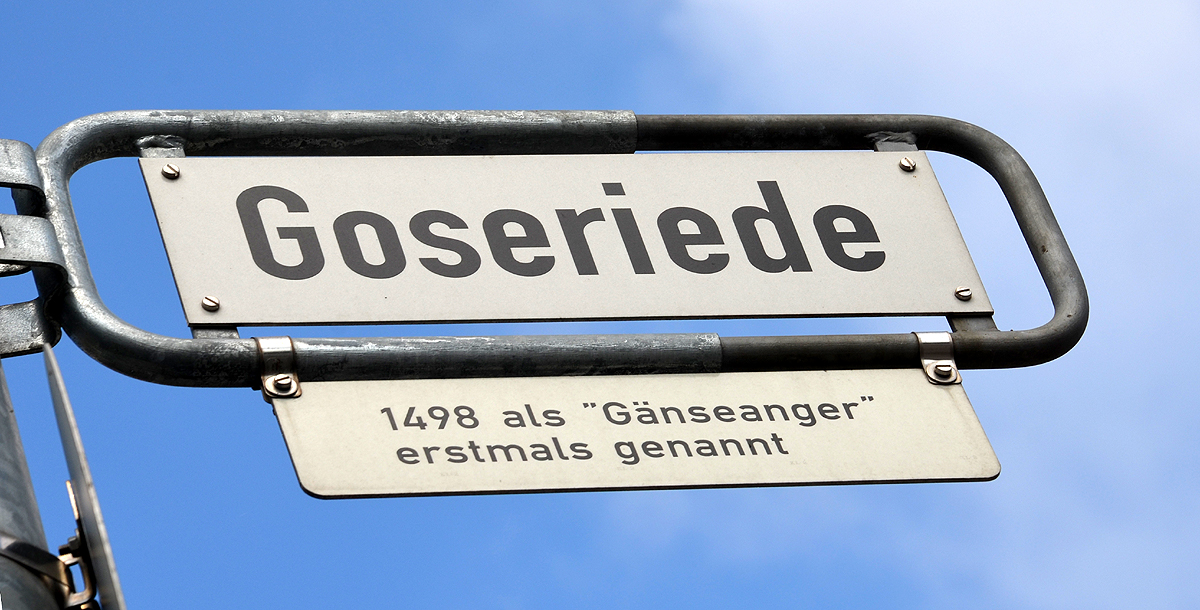
Straßenschild mit Legendentafel zur Goseriede, die „1498 als “Gänseanger” erstmals genannt“ wurde

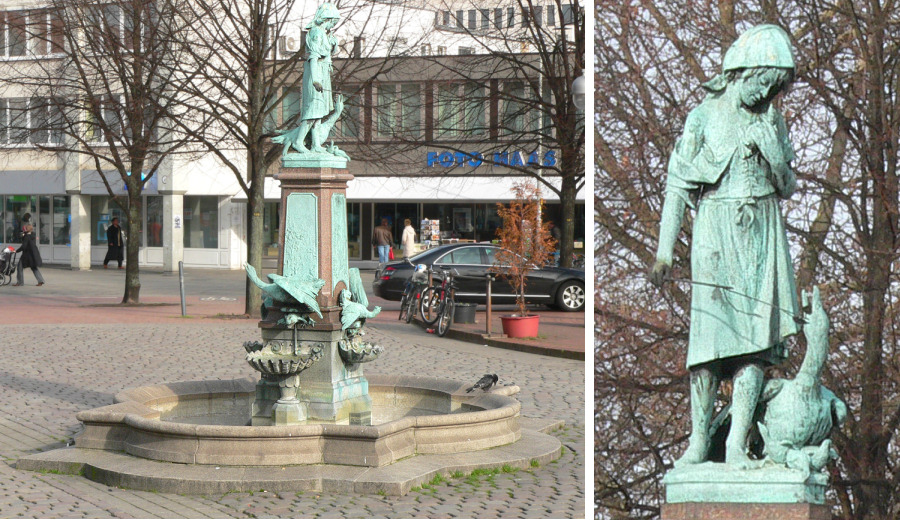
Die Hut von Hausgänsen durch das Mädchen Gänseliesel in feuchter Umgebung, 1898 durch Carl Dopmeyer als Brunnenfigur am Gänselieselbrunnen verdeutlicht

Grabungen des Forschers Helmut Plath an der Nikolaikapelle, dem ältesten erhaltenen Gebäude der alten Stadt Hannover, hatten ergeben, dass die Grundmauern der Kapelle noch aus der Zeit zwischen 1250 und 1284 stammen. Ebenfalls „vor dem Steintor“, außerhalb der mittelalterlichen Stadtbefestigung Hannovers, wurde „mutmaßlich [schon] vor 1256“ das damals vom Stadtrat Hannovers gestiftete Leprosen-Hospital Nikolai-Stift errichtet, wenngleich das Stift bisher erst später urkundlich nachgewiesen werden konnte. „Wahrscheinlich im Zusammenhang“ mit dem Bau dieser beiden Einrichtungen war seinerzeit auch der Alte St.-Nikolai-Friedhof angelegt worden. Die Umgebung vor dem Stift wurde allerdings erstmals im Jahr 1498 urkundlich erwähnt als „Gänseanger“, als Anger zur Hut von Hausgänsen. Ab dem Jahr 1563 war dann der Name „Goseride“ bekannt.
Noch zur Zeit des Kurfürstentums Hannover führte der Hofbuchdrucker Johann Thomas Lamminger im ersten Adressbuch der Stadt Hannover das östlich des Nikolaifriedhofes etablierte Gartenlokal Wegeners Garten auf, das später als Konzertgarten Odeon zum Treffpunkt welfentreuer Hannoveraner wurde.
Zur Zeit des Königreichs Hannover, das seinerzeit noch in der Personalunion zwischen Großbritannien und Hannover regiert wurde, wurde am Ort des „Gänsegrabens“, der ebenso wie die nahegelegene, später angelegte Kanalstraße vor den Festungungs-Wälle der alten Stadtbefestigung Hannovers lag, 1830 die Straße Goseriede angelegt. Wenige Jahre später wurde die Artilleriekaserne am Steintor gebaut, deren Gelände von der Goseriede bis zur Kanalstraße verlief. Nach der Ausrufung des Deutschen Kaiserreichs und den dann folgenden Gründerjahren wurde der gesamte Militärkomplex von dem Bauunternehmer Ferdinand Wallbrecht übernommen und durch die Anlage der diagonal auf die Goseriede zulaufende Nordmannstraße ersetzt.

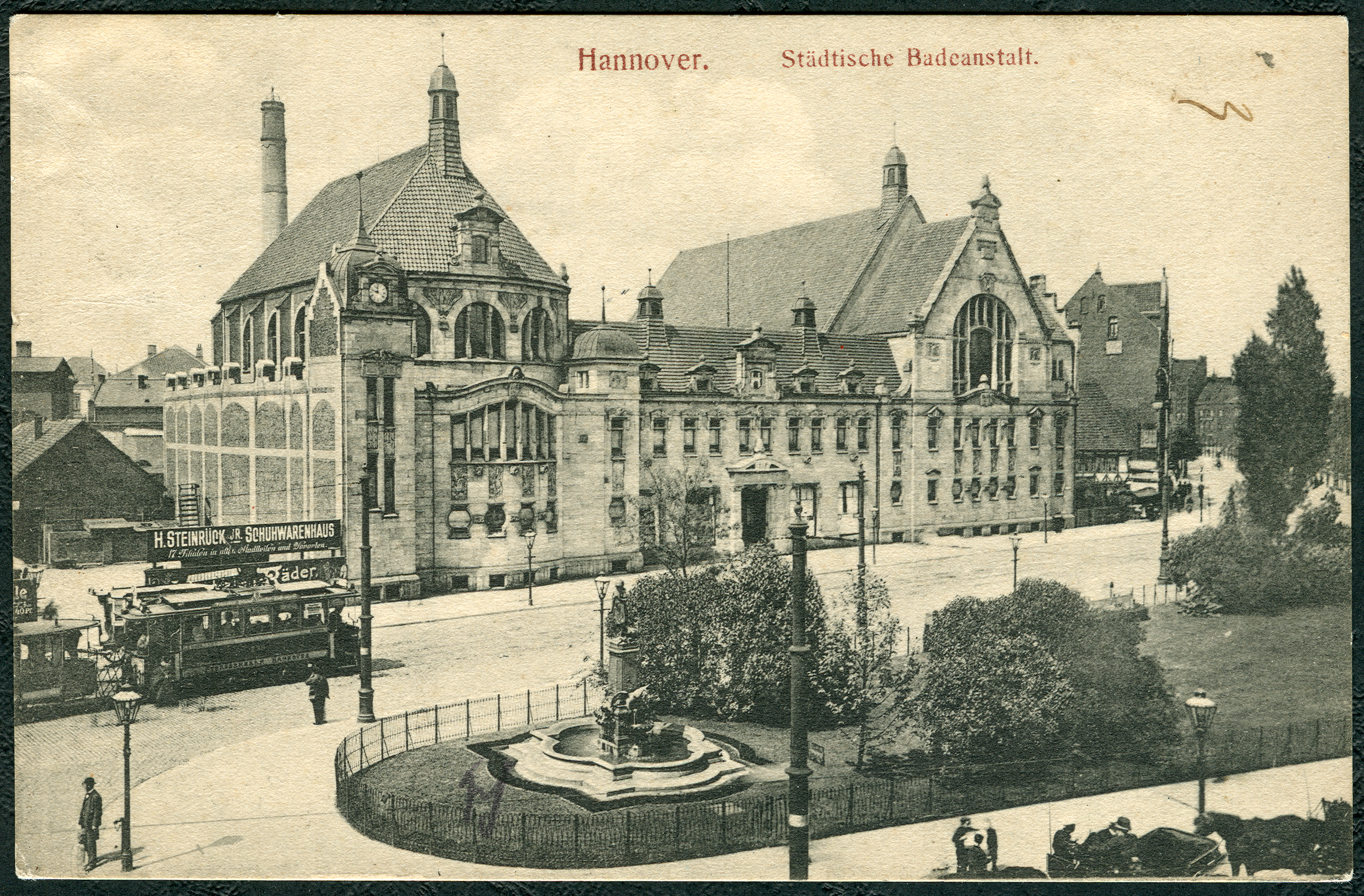
Das neu erbaute Goseriedebad und der Gänseliesel-Brunnen;
Ansichtskarte um 1905

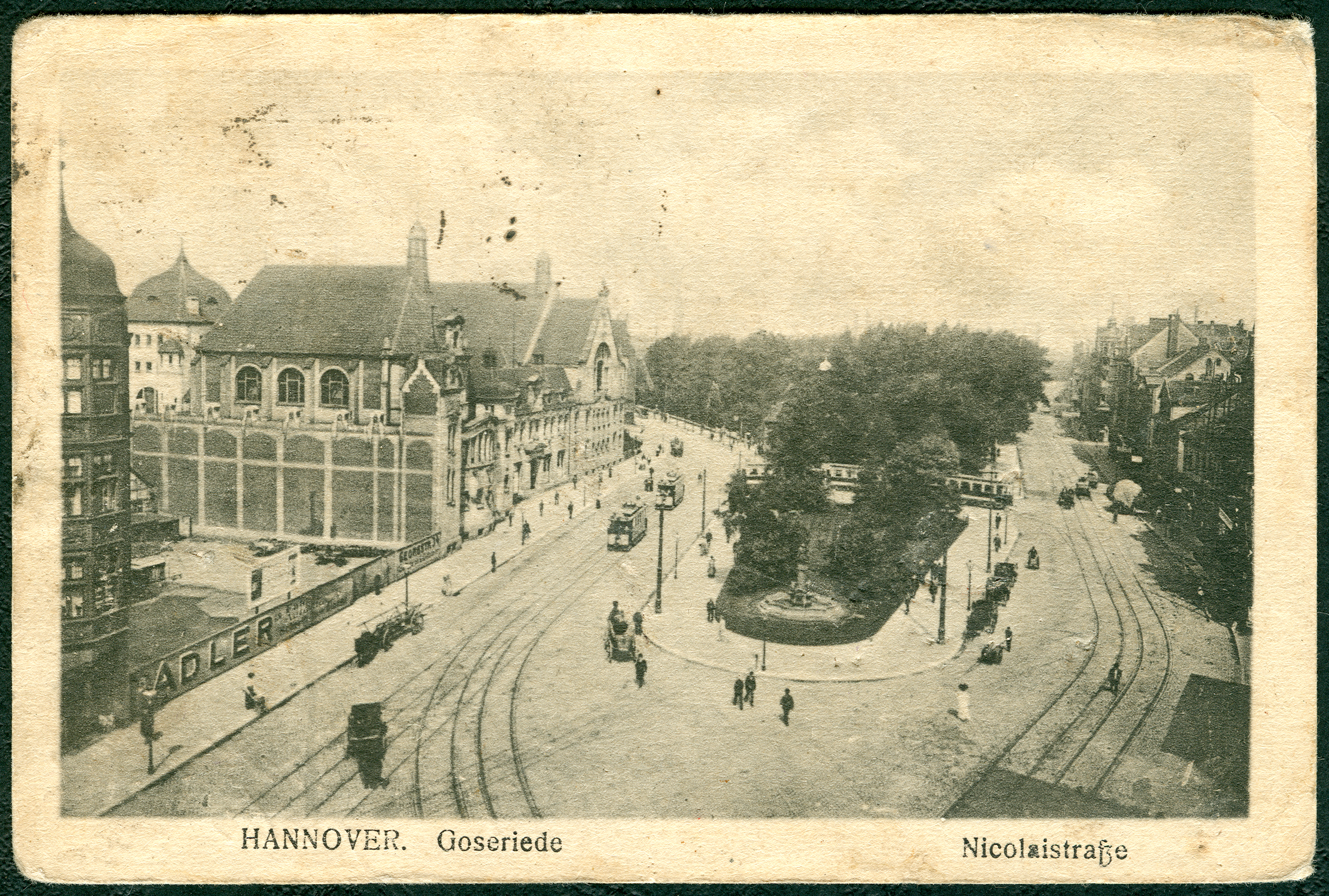
Goseriede und Nicolaistraße, links der Bauplatz für das Anzeiger-Hochhaus und das Goseriedebad, in der Bildmitte der von der hannoverschen Straßenbahn umrundete begrünte Platz mit dem Gänseliesel-Brunnen und der Nikolaikapelle, rechts die Gebäude der „Nicolaistraße“

1898 war an der Goseriede der Gänseliesel-Brunnen auf einer Grünfläche fertiggestellt worden, im selben Jahr wurde sowohl das alte Nikolai-Stift als auch die bis dahin dort befindliche Georgstädter Bürgerschule abgerissen, auf deren Grundstücken an der Goseriede bis 1905 das erste städtische Hallenbad errichtet wurde, das mit seinem Namen Goseriedebad ebenfalls Bezug auf die Geschichte des Ortes nahm.

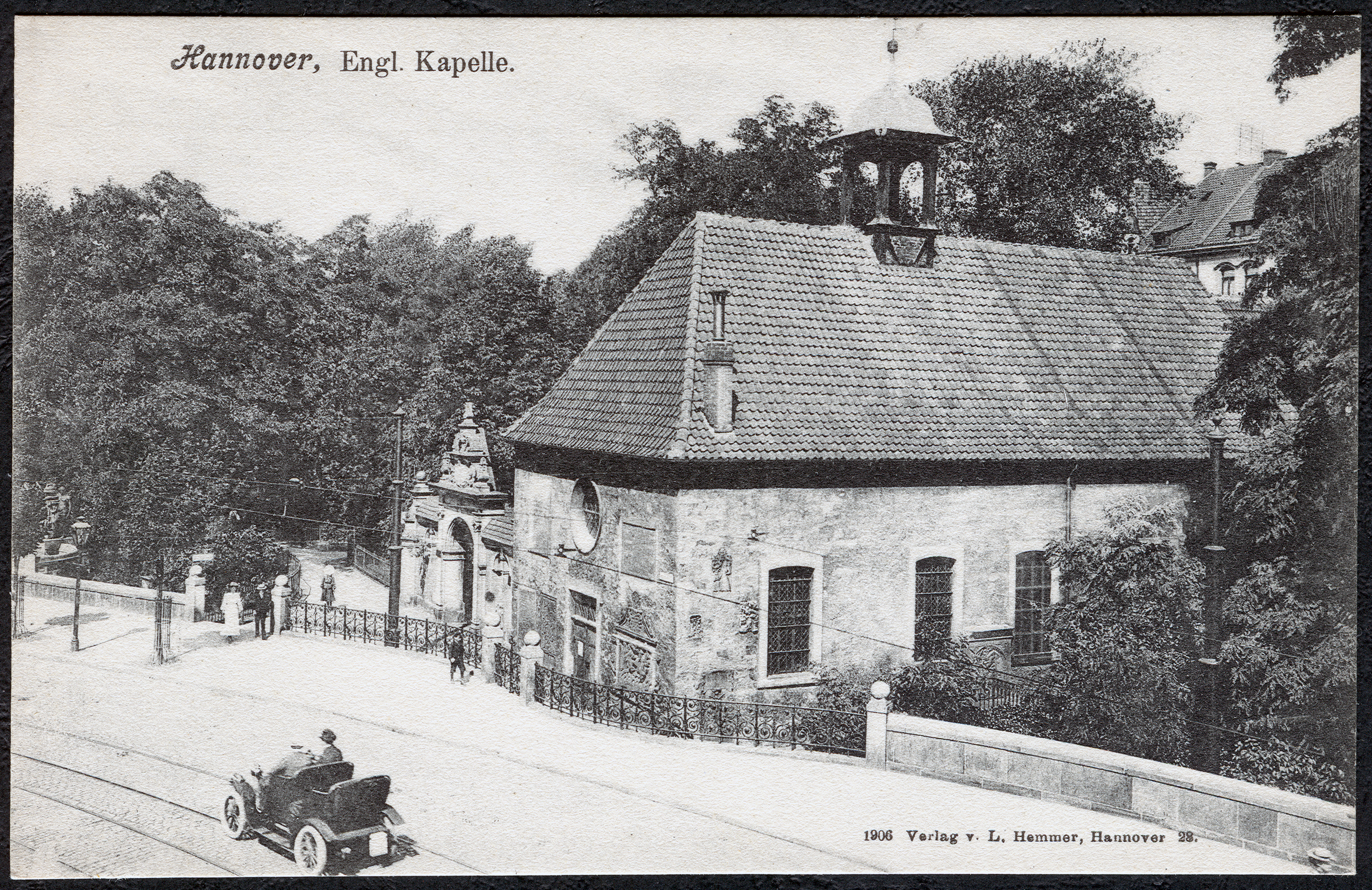
1906 als „Englische Kapelle“
Ansichtskarte Nr. 28 von Ludwig Hemmer

Zur selben Zeit fuhr entlang der Goseriede als auch im ehemaligen Verlauf der Nicolaistraße die bereits elektrifizierte hannoverschen Straßenbahn, für die an der zur Stadtmitte weisenden Spitze der Grünfläche des Alten St.-Nikolai-Friedhofs ein Wendegleis angelegt worden war. War das Straßenbild zu der Zeit ansonsten noch vor allem von Pferdefuhrwerken beherrscht, dokumentierte der Verleger Ludwig Hemmer mit seiner Ansichtskarte Nummer 28 vor der seinerzeit durch die Englische Gemeinde genutzten Nikolaikapelle eines der ersten Automobile in der Geschichte der Stadt Hannover.
1909 bis 1910 ließ der Allgemeine Deutsche Gewerkschaftsbund (ADGB) zwischen der Odeonstraße und der Nikolaistraße nach Plänen des Architekten Rudolf Schröder sein Gewerkschaftshaus errichten, das bald auch Sitz der hannoverschen SPD wurde und Pressehaus der sozialdemokratischen Tageszeitung Volkswille war. Nach dem Ersten Weltkrieg wurde hier während der Novemberrevolution der hannoversche Arbeiter- und Soldatenrat gegründet. Der benachbarte frühere Konzertgarten Odeon hatte sich längst als „Kriegerheim“ ruiniert und wurde ab 1919 dann vom ADGB übernommen, der ihn dann als „Volkheim“ weiterführte.
Nach der durch den Ersten Weltkrieg ausgelösten deutschen Hyperinflation in der Weimarer Republik ließ der Verleger August Madsack nach Vorentwürfen von Emil Lorenz das von dem Architekten Fritz Höger 1928 fertiggestellte Anzeiger-Hochhaus errichten, das als Hauptwerk des norddeutschen Klinkerexpressionismus mit Anklängen des Art-déco-Stils ein Wahrzeichen der Stadt wurde.
Die Zeit des Nationalsozialismus schlug an der Goseriede besonders früh zu: Schon am 1. April 1933 besetzten die Nazis das Gewerkschaftshaus des ADGB, „die Gewerkschaften wurden zerschlagen, Gewerkschafter verfolgt, verhaftet und ermordet“. Das Gebäude wurde nun der Sitz der Deutschen Arbeitsfront (DAF) und anderer NS-Organisationen.
Während des Zweiten Weltkrieges wurden bei den Luftangriffen auf Hannover rund 85 Prozent der Innenstadt zerstört, erstaunlicherweise blieb an der Goseriede das Anzeiger-Hochhaus relativ wenig beschädigt. So konnte der Verleger Rudolf Augstein mit seinem Freund Leo Brawand und mit Genehmigung der Britischen Militärregierung schon 1946 hier das Nachrichtenmagazin Der Spiegel gründen.
In der Nachkriegszeit wurde anstelle des zerstörten ehemaligen Konzertgartens Odeon 1957 an der Goseriede ein Neubau für die Neue Presse (NP) errichtet. Nach dem Umzug der NP dienen die Gebäude seitdem unter dem Namen „ver.di-Höfe“ als Büro- und Veranstaltungszentrum der Dienstleistungsgewerkschaft ver.di.

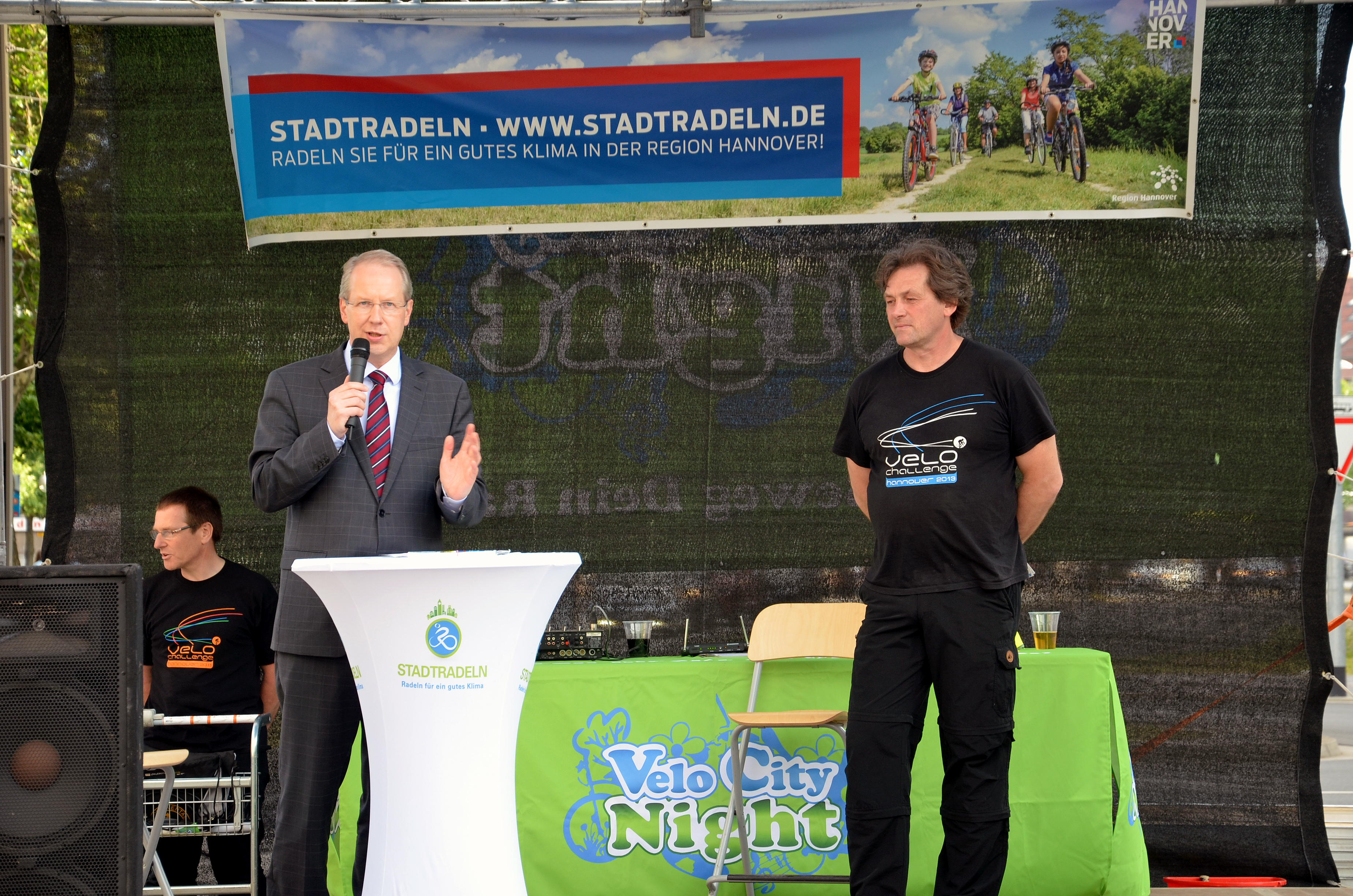
Bei der Einweihung des neu gestalteten Goseriedeplatzes am 23. Mai 2014 war Oberbürgermeister Stefan Schostok für das Stadtradeln und die Velo City Night

## Medienecho (Auswahl)
- Denis Lochte: Nach Umbau an der Goseriede / Bürgersteig breiter als Straße, in: Bild vom 15. Oktober 2012; online zuletzt abgerufen am 14. August 2014
- Carsten Richter:  Hannover / Goseriede: Wer braucht so viel Platz? / Die neue Goseriede im Herzen Hannovers nimmt Form an, macht aber auch ein bisschen ratlos: Wer braucht eigentlich so einen großen Platz?, in: Neue Presse vom 18. Juli 2013; online zuletzt abgerufen am 14. August 2014